# Eulaira mana
Eulaira mana là một loài nhện trong họ Linyphiidae.
Loài này thuộc chi Eulaira. Eulaira mana được Ralph Vary Chamberlin & Wilton Ivie miêu tả năm 1935.